# 仲島歩
仲島 歩（なかしま あゆみ、12月2日 - ）は、日本の漫画家。女性。

## 略歴
2013年、2014年頃から漫画投稿を開始。
2016年3月、Twitterで発表された、会社員時代に4、5時間の睡眠時間で生活していたときの漫画が話題となる。
2017年1月、ウェブコミック投稿サイト「少年ジャンプルーキー」（集英社）に投稿された「ハイリスクミッションセラピー」が2016年12月期ブロンズルーキー賞を受賞。2017年8月、『少年ジャンプ+』（集英社）にて同作でデビュー、連載開始。

## 作品リスト
- さんぱくがんのピン（『少年ジャンプルーキー』2016年1月9日公開、2016年1月期ルーキー賞最終候補作[8]）（『あしたのヤングジャンプ』2016年3月13日公開[9]）[10]
- 白物のラビ河原[11]（『少年ジャンプルーキー』2016年1月10日公開、2016年1月期ルーキー賞最終候補作）[12]
- ガルファト（『少年ジャンプルーキー』2016年2月11日公開、2016年2月期ルーキー賞最終候補作）[13]
- ひとりぐらしのラビ河原（『少年ジャンプルーキー』2016年2月14日公開、2016年2月期ルーキー賞最終候補作）[14]
- ハイリスクミッションセラピー（『少年ジャンプ+』、2017年8月22日 - 2019年2月19日）[15][16]
- 主人公への道のり＠KAZUちぇる（読切、『少年ジャンプ+』2019年3月25日、原作サクライタケシ、TikTokとのコラボキャンペーンによるもの）[17]
- マシューレイ（読切、『少年ジャンプ+』2019年12月31日）[18]
- 怪奇空間ゾゾゾゾーン（原作：小林拙太、『最強ジャンプ』2022年10月号[19] - 2024年8月号[20]）
- 破局予定の悪女のはずが、冷徹公爵様が別れてくれません！（共同漫画：甘夏みのり、原作：琴子、キャラクター原案：宛、『FLOSコミック』、2022年12月31日[21][22] - ）
- ///SCAR-LET///（原作：小林拙太、『最強ジャンプ』2025年8月号[23] - ）

## アシスタント歴等
- 『怪ダンシ!』（石原和樹、LINEマンガ）アシスタント[24]
- 『早乙女選手、ひたかくす』（水口尚樹、ビッグコミックスピリッツ）アシスタント[25][26]
- 『漫殺-マンコロ-』（へちぃ、少年ジャンプ+）手伝い[27][28]、イラスト寄稿[29]

## インタビュー
- 少年ジャンプルーキー編集部ブログ「【第31回】準備期間、作画環境…ジャンプ＋連載作家の執筆事情を大公開！」[30]